# Arrondissement Clermont
Arrondissement Clermont (fr. Arrondissement de Clermont) je správní územní jednotka ležící v departementu Oise a regionu Hauts-de-France ve Francii. Člení se dále na sedm kantonů a 146 obcí.

## Kantony
od roku 2015:
- Clermont
- Estrées-Saint-Denis (část)
- Montataire (část)
- Mouy (část)
- Nogent-sur-Oise (část)
- Pont-Sainte-Maxence (část)
- Saint-Just-en-Chaussée (část)

před rokem 2015:
- Breteuil
- Clermont
- Froissy
- Liancourt
- Maignelay-Montigny
- Mouy
- Saint-Just-en-Chaussée